# Chalil al-Wazir
Chalil Ibrahim al-Wazir, ps. Abu Dżihad (ur. 10 października 1935 w Ramli, zm. 16 kwietnia 1988 w Tunisie) – palestyński działacz nacjonalistyczny.

## Życiorys
Dorastał w Strefie Gazy. W 1959 roku wraz z Jasirem Arafatem założył organizację Al-Fatah. Był współorganizatorem oddziałów partyzanckich Al-Asifa (Burza). W 1988 roku został zabity przez izraelskich komandosów w swoim domu w Tunisie.